# Санні Еке Кінгслі
Санні Еке Кінгслі (англ. Sunny Ekeh Kingsley, * 9 вересня 1981, Оверрі, Нігерія) — нігерійський футболіст, нападник кіпрського клубу АЕК (Ларнака).

## Клубна кар'єра
Вихованець нігерійського футболу, вступав у дитячих та юнацьких командах низки нігерійських клубів. 1999 року переїхав до Португалії, де продовжив футбольну кар'єру у складі молодіжної команди клубу «Уніан» з міста Лейрія. Виступи за основні команди розпочав також у Португалії, у клубі «Калдаш», за який виступав на правах оренди протягом 2001—2003 років. Згодом, у 2003—2005 захищав кольори португальського клубу «Бейра-Мар».
Сезон 2005—2006 провів в одній з найтитулованіших команд Єгипту — клубі «Замалек», у складі якого, втім, відіграв усього у 5 матчах. 2006 року перейшов до клубу кіпрського чемпіонату АЕК (Ларнака), в 37 іграх за який відзначився 13 забитими голами.
На початку сезону 2008—2009 уклав контракт з донецьким «Металургом». У складі донецької команди дебютував 26 липня 2008 у грі проти одеського «Чорноморця» (перемога 1:0). Протягом двох сезонів у команді відіграв у чемпіонатах України у 53 матчах, відзначився чотирма забитими голами.
На початку сезону 2010—2011 повернувся до свого попереднього клубу — ларнацького АЕКа.